# Konstantin von Baranoff

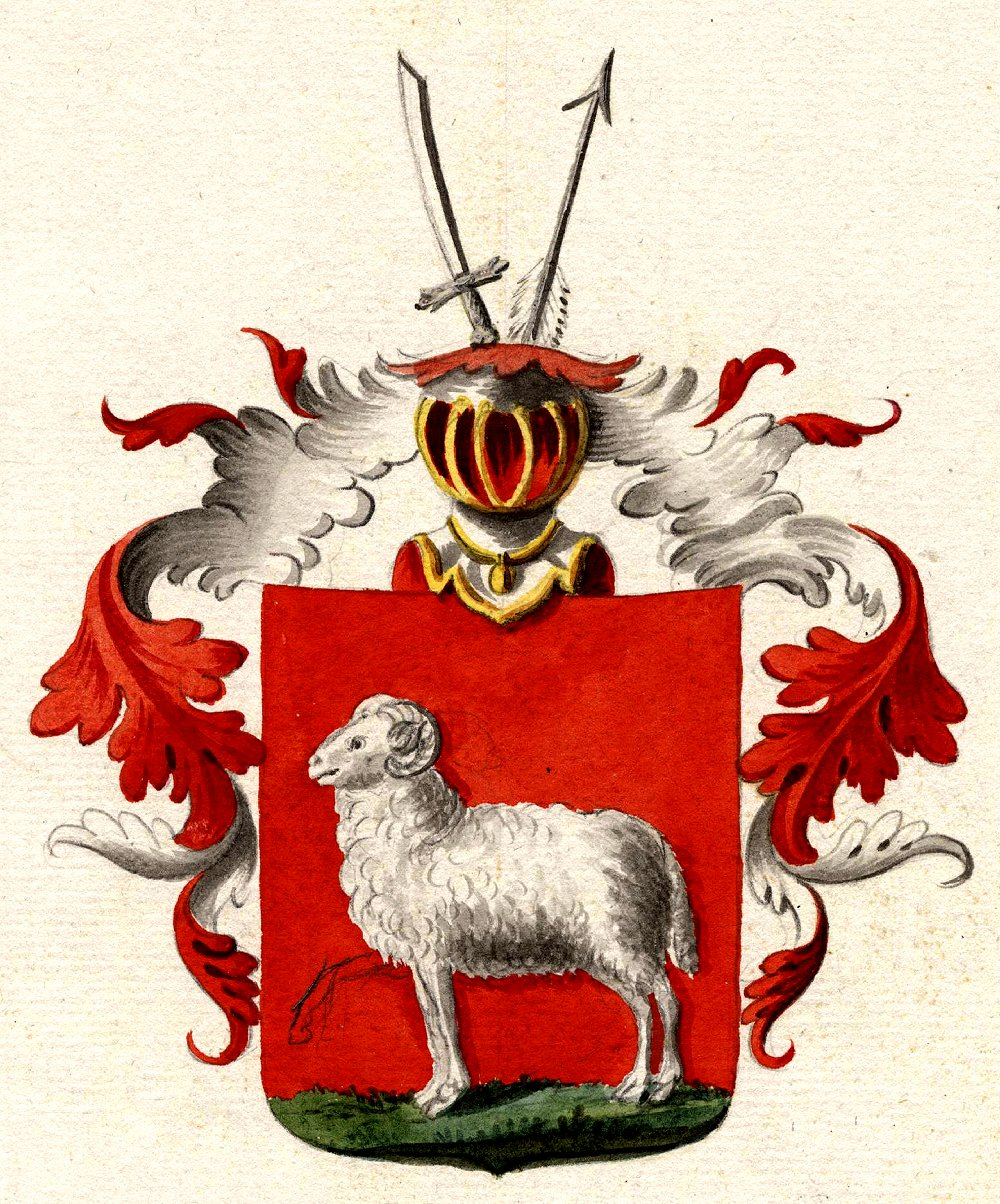
Wappen der baltischen Baranoffs (ab 1666)

Konstantin Alexejewitsch von Baranoff (russisch: Константин Алексеевич Баранов; * 3. Juni 1859 in Tallinn; † 9. Juli 1936 auf Loal) war ein Generalmajor der Kaiserlich-russischen Armee.

## Geschichte
Konstantin von Baranoff besuchte zuerst die Ritter- und Domschule zu Reval und erhielt von 1876 bis 1878 seine Offiziersausbildung an der Pauls Kriegsschule in Sankt Petersburg. Seinen ersten praktischen Dienst absolvierte er im Semenowski-Leibgarde-Regiment, hier verblieb er bis 1904. 1880 wurde er zum Leutnant befördern, die nächsthöheren Beförderungen erfolgten 1885 zum Stabsführer und 1898 zum Hauptmann. 1902 wurde er zum Oberst befördert, er war 1905 auf Seiten des Russischen Kaiserreichs in der Russischen Revolution eingesetzt. Von 1907 bis 1918 war er Kommandeur des 146. Infanterie-Regiments in Zarizyn. Letztlich wurde er zum Generalmajor befördert und war Regimentskommandeur.

## Auszeichnungen
- 1893 Russischer Sankt-Stanislaus-Orden (3. Klasse)
- 1897 Russischer Orden der Heiligen Anna (3. Klasse)
- 1902 Russischer Sankt-Stanislaus-Orden (2. Klasse)
- 1903 Italienischer Ritterorden der hl. Mauritius und Lazarus

## Herkunft und Familie

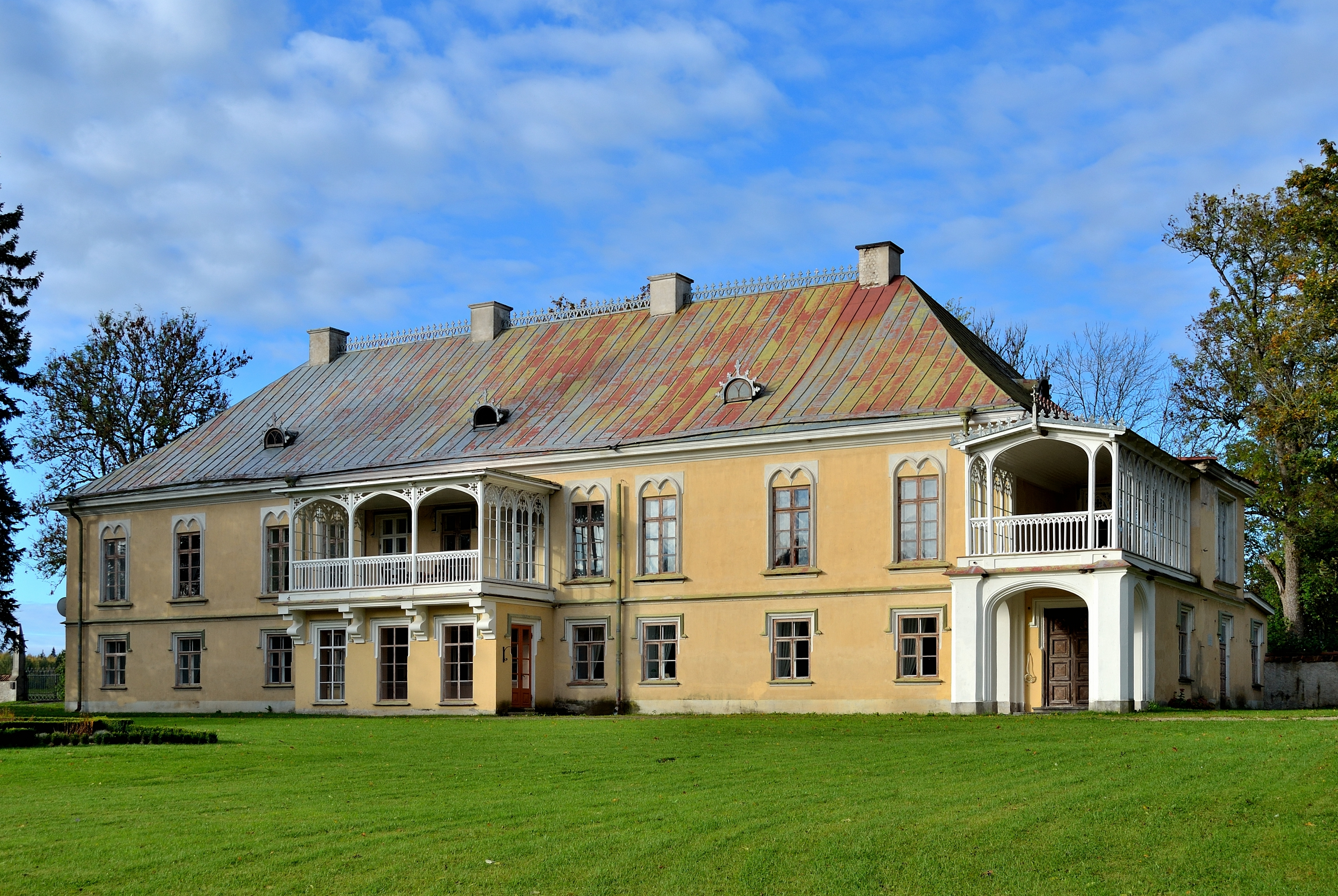
Herrenhaus auf Loal in Estland

Konstantin stammte aus dem uradeligen russischen Adelsgeschlecht von Baranoff,  welches sich in der Mitte des 16. Jahrhunderts – zuerst im Baltikum unter schwedischer Herrschaft – angesiedelt hatte. Sein Vater war Alexei von Baranoff (1820–1863), der mit Julie Marie Helene von Helffreich (1829–1912) verheiratet war. Konstantin heiratete in erster Ehe Jenny Luise von Reutern (1869–1893) und in zweiter Ehe Marie Elisabeth von Reutern (* 1864), die Schwester seiner ersten Frau. Seine Nachkommen waren:
- Tatjana Charlotte von Baranoff (* 1897 in Gattschina), sie war Krankenschwester in Riga;
- Alexei Basil von Baranoff (* 1898) war Dr. Phil in Göttingen ⚭ Maria Jansen aus Essen
- Konstantin Alexander von Baranoff (* 1900 in Sankt Petersburg), Ingenieur in Berlin

und Maria Jenny von Baranoff (siehe unten).
Zu seinen Gütern zählten Loal und Röa im Kreis Harju (Estland), er lebte bis zu seinem Tod im Jahr 1936 im Herrenhaus zu Loal.

### Maria von Baranoff
Maria war am 29. Juni 1905 in Gattschina (Ukraine) geboren. Sie wurde am 28. November 1927 in Wien mit Johann Albrecht von Rantzau, genannt Joachim von Dissow (* 2. Oktober 1900 in Schwerin-Ostorf, † 22. Juli 1993 auf Schloss Elmischwang) vermählt. Von Rantzau war Historiker, Hochschullehrer und Publizist. Maria von Rantzau war in den 1930er Jahren im auswärtigen Dienst des Deutschen Reiches tätig. In dieser Tätigkeit führte sie ihr Weg von 1936 bis 1940 nach China und 1939 zeitweise nach Japan. Danach war sie von 1941 bis 1943 bei der Wirtschaftspolitischen Gesellschaft in Berlin beschäftigt. In den Jahren 1943/44 war sie erneut im auswärtigen Amt eingesetzt und dann dienstverpflichtet im Oberkommando der Wehrmacht.